# 會要
會要，是以某一朝代的國家制度、歷史地理、風俗民情等為主要收輯內容的一種史書。由於會要內容涉及典章制度，其所保存的原始歷史資料較為豐富，可以彌補二十四史的志、表之不足。會要之創修，始自唐代。最早編成的會要是《唐會要》，蘇冕以高祖至德宗九朝史事，編成《會要》40卷，唐宣宗詔命楊紹復、崔铉等續修《會要》至武宗朝，至大中七年（853年）撰成《續會要》40卷；後又由五代王溥再搜羅自宣宗以來至唐末之史事，建隆二年（961年）撰《新編唐會要》100卷。
宋、清兩代也開始有類似作品，宋代的修史機構最多，有史館、編修院、國史院、實錄院、日曆所、起居院、玉牒所、聖政所、時政記房等機構。宋代更設立“會要所”，編纂當代會要，冊秩達二千多卷，除李心傳《國朝會要總類》之外，皆已失佚，後徐松從《永樂大典》中輯出宋修會要500餘卷，為今本《宋會要輯稿》。元明之際並無會要之參修，主政者的目標轉移至會典之編修。直到清初乾隆之際又有大量的會要出爐，修者尤眾，計有：姚彥渠《春秋會要》、孫楷《秦會要》、楊晨《三國會要》、汪兆鏞《晉會要》、朱銘盤《西晉會要》與《南朝會要》、龍文彬《明會要》等。近代又有增補《春秋會要》、《秦會要》及新修的《戰國會要》、《遼會要》。
中國各朝的會要編輯有：
| 書名       | 卷數 | 作者             | 解釋                                                         |
| 春秋會要   | 36   | 姚彥渠           | 今人王貴民等據本書增訂                                       |
| 戰國會要   | 160  | 楊寬、吳浩坤主編 |                                                              |
| 秦會要     | 27   | 孙楷             | 近人徐復訂補，改名《秦會要訂補》。今人楊善群又補訂，復原書名 |
| 西漢會要   | 70   | 徐天麟           |                                                              |
| 東漢會要   | 40   | 徐天麟           |                                                              |
| 三國會要   | 40   | 錢儀吉           | 楊晨另撰同書                                                 |
| 晉會要     | 80   | 朱銘盤           | 汪兆鏞撰有稿本晉會要，林瑞翰、逯耀東另撰同書                 |
| 宋會要     | 4    | 朱銘盤           |                                                              |
| 齊會要     | 6    | 朱銘盤           |                                                              |
| 梁會要     | 5    | 朱銘盤           |                                                              |
| 陳會要     | 4    | 朱銘盤           |                                                              |
| 唐會要     | 100  | 王溥             |                                                              |
| 五代會要   | 30   | 王溥             |                                                              |
| 宋會要輯稿 | 366  | 王溥             | 由清人徐松自《永樂大典》輯出的《宋會要》殘本                 |
| 遼會要     | 20   | 陳述、朱子方     | 由近人陳述等人主編                                           |
| 明會要     | 80   | 龍文彬           |                                                              |